# Olga Rubin
Olga Rubin (en hebreo: אולגה רובין‎) (Moscú, 18 de agosto de 1989) es una artista marcial mixta ruso-israelí. 

## Primeros años
Nacida en Moscú, emigró a Israel al año y medio de edad. Desde los tres años bailó ballet y se entrenó en gimnasia de suelo y artística. A los 15 años, dejó de hacerlo y probó suerte como modelo, debido a su estatura. Cuando le pidieron que adelgazara, se puso a trabajar como modelo, pasando a apuntarse a un gimnasio y entrenando kickboxing, pesas y aeróbic. Sin embargo, en lugar de perder peso, ganó peso y masa muscular, y tras ver un vídeo de Ronda Rousey, se dio cuenta de que ésa era su vocación.
Se casó a los 20 años y tuvo a su hijo antes de iniciar su carrera profesional en las MMA. También es licenciada en diseño de interiores.
Rubin participó intensamente en competiciones de jiu-jitsu brasileño antes de su carrera en las artes marciales mixstas, ganando medallas de oro en el Campeonato Abierto del Norte de BJJ en 2014 y 2015, la Copa de Israel 2015, Campeonato Israelí JJIF 2015 y Abu Dhabi no-gi 2015.

## Carrera de artes marciales mixtas

### Bellator MMA
Haciendo su debut profesional en Bellator 164 el 10 de noviembre de 2016, derrotó a Laurita Cibirite por TKO en la primera ronda. Rubin ganaría sus dos siguientes combates en la escena regional israelí, por TKO en la primera ronda contra Carmel Ben Shoshan en Desert Combat Challenge 9 y Tetyana Voznuk por decisión unánime en Knockout MMA World Tour 1.
De vuelta a Bellator, Rubin derrotó a Joana Filipa Magalhães en Bellator 188 por TKO en el segundo asalto.
Rubin se enfrentó a la belga Cindy Dandois el 15 de noviembre de 2018 en Bellator 209. Ganó la pelea por decisión unánime.
Rubin estaba programada para enfrentarse a Sinead Kavanagh en Bellator 217 el 2 de febrero de 2019, quien sin embargo se retiró del combate debido a una lesión. Kavanagh fue reemplazada por Iony Razafiarison, a quien Rubin derrotó por decisión unánime.
Rubin desafió por el Campeonato Mundial de Peso Pluma Femenino de Bellator contra la actual campeona Julia Budd el 12 de julio de 2019 en Bellator 224. Perdió el combate en la primera ronda, siendo derribada con una patada al cuerpo y el suelo y golpeada a una pérdida TKO.
El combate contra Kavanagh se volvió a reservar para Bellator 234 el 15 de noviembre de 2019. Rubin perdió por TKO en la segunda ronda.
En julio de 2021, fue liberada de Bellator.

### Invicta FC
En su primera aparición después de la liberación, Rubin bajó al peso gallo y se enfrentó a Priscila de Souza el 6 de noviembre de 2021 en Oktagon Prime 4. Ganó el combate por decisión dividida.
Olga compitió por el campeonato de peso gallo de Invicta FC contra Taneisha Tennant en Invicta FC 48: Tennant vs. Rubin el 20 de julio de 2022. Perdió el reñido combate por decisión dividida, con puntuaciones de 47-48, 48-47 y 50-45.
Rubin se enfrentó a Serena DeJesus el 18 de enero de 2023 en Invicta FC 51. En el pesaje, DeJesus llegó a 137,3 libras, 1,3 por encima del límite y fue multada con el 25% de su bolsa, que fue a Rubin. Rubin ganó el combate por decisión unánime.

## Récord en artes marciales mixtas
| Resultado | Récord | Oponente                | Método                            | Evento                    | Fecha                   | Ronda | Tiempo | Localización |
| --------- | ------ | ----------------------- | --------------------------------- | ------------------------- | ----------------------- | ----- | ------ | ------------ |
| Victoria  | 10–5   | Katharina Lehner        | Sumisión (rear-naked choke)       | Invicta FC 62             | 16 de mayo de 2025      | 2     | 1:14   | Kansas City  |
| Derrota   | 9–5    | Mayra Cantuaria         | Decisión (unánime)                | Invicta FC 60             | 7 de febrero de 2025    | 3     | 5:00   | Atlanta      |
| Derrota   | 9–4    | Talita Bernardo         | Sumisión (rear-naked choke)       | Invicta FC 55             | 28 de junio de 2024     | 2     | 2:53   | Kansas City  |
| Victoria  | 9–3    | Claire Guthrie          | Sumisión (buggy choke)            | Invicta FC 53             | 3 de mayo de 2023       | 2     | 4:23   | Denver       |
| Victoria  | 8–3    | Serena DeJesus          | Decisión (unánime)                | Invicta FC 51             | 18 de enero de 2023     | 3     | 5:00   | Denver       |
| Derrota   | 7–3    | Taneisha Tennant        | Decisión (split)                  | Invicta FC 48             | 20 de julio de 2022     | 5     | 5:00   | Denver       |
| Victoria  | 7–2    | Priscila de Souza       | Decisión (split)                  | OKTAGON Prime 4           | 6 de noviembre de 2021  | 3     | 5:00   | Pardubice    |
| Derrota   | 6–2    | Sinead Kavanagh         | TKO (puñetazos)                   | Bellator 234              | 15 de noviembre de 2019 | 2     | 4:37   | Tel Aviv     |
| Derrota   | 6–1    | Julia Budd              | TKO (golpe de cuerpo y puñetazos) | Bellator 224              | 12 de julio de 2019     | 1     | 2:14   | Thackerville |
| Victoria  | 6–0    | Iony Razafiarison       | Decisión (unánime)                | Bellator 217              | 23 de febrero de 2019   | 3     | 5:00   | Dublín       |
| Victoria  | 5–0    | Cindy Dandois           | Decisión (unánime)                | Bellator 209              | 16 de noviembre de 2018 | 3     | 5:00   | Tel Aviv     |
| Victoria  | 4–0    | Joana Filipa            | TKO (puñetazos)                   | Bellator 188              | 16 de noviembre de 2017 | 2     | 3:46   | Tel Aviv     |
| Victoria  | 3–0    | Tatiana Voznyuk         | Decisión (unánime)                | KNO World Tour 1          | 18 de mayo de 2017      | 3     | 5:00   | Ashdod       |
| Victoria  | 2–0    | Carmel Ben Shoshan      | TKO (puñetazos)                   | Desert Combat Challenge 9 | 22 de abril de 2017     | 1     | 4:20   | Beersheba    |
| Victoria  | 1–0    | Laurita Likker-Cibirite | TKO (puñetazos)                   | Bellator 164              | 10 de noviembre de 2016 | 1     | 3:12   | Tel Aviv     |